# Nguồn máy tính
Bài này viết về bộ nguồn cấp điện cho máy tính cá nhân và có thể cho một vài máy tính tương tự

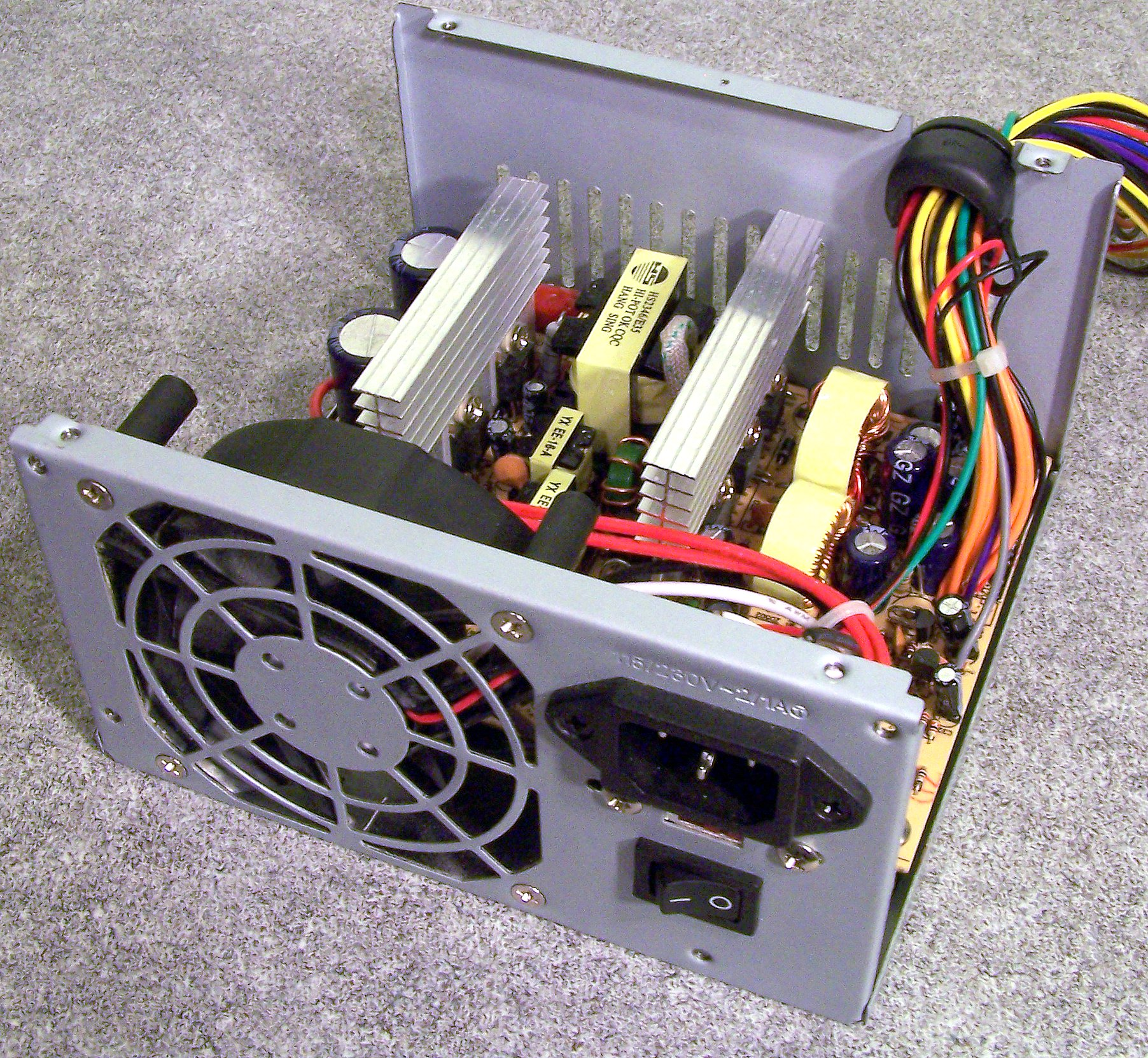
Một bộ nguồn cho máy tính ATX được tháo vỏ

Nguồn máy tính (tiếng Anh: Power Supply Unit hay PSU) là một thiết bị cung cấp năng lượng cho bo mạch chủ, ổ cứng, ổ quang và các thiết bị khác..., đáp ứng năng lượng cho tất cả các thiết bị phần cứng của máy tính hoạt động.

## Đặc điểm
Nguồn máy tính phi tuyến khác với nguồn tuyến tính ở chỗ:
- Nguồn tuyến tính (thường cấu tạo bằng biến áp với cuộn sơ cấp và cuộn thứ cấp) cho điện áp đầu ra phụ thuộc vào điện áp đầu vào.
- Nguồn phi tuyến cho điện áp đầu ra ổn định ít phụ thuộc vào điện áp đầu vào trong giới hạn nhất định cho phép.

## Nguyên lý hoạt động
Từ nguồn điện dân dụng (110Vac/220Vac xoay chiều với tần số 50/60 Hz) vào PSU qua các mạch lọc nhiễu loại bỏ các nhiễu cao tần, được nắn thành điện áp một chiều. Từ điện áp một chiều này được chuyển trở thành điện áp xoay chiều với tần số rất cao, qua một bộ biến áp hạ xuống thành điện áp xoay chiều tần số cao ở mức điện áp thấp hơn, từ đây được nắn trở lại thành một chiều. Sở dĩ phải có sự biến đổi xoay chiều thành một chiều rồi lại thành xoay chiều và trở lại một chiều do đặc tính của các biến áp: Đối với tần số cao thì kích thước biến áp nhỏ đi rất nhiều so với biến áp ở tần số điện dân dụng 50/60 Hz.
Nguồn máy tính được lắp trong các máy tính cá nhân, máy chủ, máy tính xách tay. Ở máy để bàn hoặc máy chủ, bạn có thể nhìn thấy PSU là một bộ phận có rất nhiều đầu dây dẫn ra khỏi nó và được cắm vào bo mạch chủ, các ổ đĩa, thậm chí cả các card màn hình cao cấp. Ở máy tính xách tay PSU có dạng một hộp nhỏ có hai đầu dây, một đầu nối với nguồn điện dân dụng, một đầu cắm vào máy tính xách tay.
Nguồn máy tính cung cấp đồng thời nhiều loại điện áp: +12V, - 12V, +5V, +3,3V... với dòng điện định mức lớn.

## Vai trò
Nguồn máy tính là một bộ phận rất quan trọng đối với một hệ thống máy tính, tuy nhiên có nhiều người sử dụng lại ít quan tâm đến. Sự ổn định của một máy tính ngoài các thiết bị chính (bo mạch chủ, bộ xử lý, bộ nhớ truy cập ngẫu nhiên, ổ cứng...) phụ thuộc hoàn toàn vào nguồn máy tính bởi nó cung cấp năng lượng cho các thiết bị này hoạt động.
Một nguồn chất lượng kém, không cung cấp đủ công suất hoặc không ổn định sẽ có thể gây nên sự mất ổn định của hệ thống máy tính (cung cấp điện áp quá thấp cho các thiết bị, có nhiều nhiễu cao tần gây sai lệch các tín hiệu trong hệ thống), hư hỏng hoặc làm giảm tuổi thọ các thiết bị (nếu cung cấp điện áp đầu ra cao hơn điện áp định mức).

## Các kết nối đầu ra của nguồn
Nguồn máy tính không thể thiếu các đầu dây cắm cho các thiết bị sử dụng năng lượng cung cấp từ nó. Các kết nối đầu ra của nguồn máy tính bao gồm:
- Đầu cắm vào bo mạch chủ (motherboard connector): là đầu cắm có 20 hoặc 24 chân - Tuỳ thể loại bo mạch chủ sử dụng. Phiên bản khác của đầu cắm này là 20+4 chân: Phù hợp cho cả bo mạch dùng 20 và 24 chân.
- Đầu cắm cấp nguồn cho bộ xử lý trung tâm (CPU) (+12V power connector) có hai loại: Loại bốn chân và loại tám chân (thông dụng là bốn chân, các nguồn mới thiết kế cho các CPU đời mới sử dụng loại tám chân.
- Đầu cắm cho ổ cứng, ổ quang (giao tiếp ATA),ổ mềm(Floppy): Gồm bốn chân.
- Đầu cắm cho ổ cứng, ổ quang (giao tiếp SATA): Gồm bốn chân.
- Đầu cắm cho các card đồ hoạ cao cấp: Gồm sáu chân (với những Card mạnh, cần đến 8 chân để cấp nguồn, vì vậy ở những nguồn máy tính cao cấp, ngoài 6 chân cơ bản thì còn có thêm 2 chân phụ).

(Lưu ý: Một số đầu cắm khác đã có ở các nguồn thế hệ cũ (chuẩn AT) đã được loại bỏ trên mười năm, không được đưa vào đây)
Các đầu cắm cho bo mạch chủ và thiết bị ngoại vi được nối với các dây dẫn màu để phân biệt đường điện áp, thông thường các dây dẫn này được hàn trực tiếp vào bản mạch của nguồn. Tuy nhiên có một số nhà sản xuất đã thay thế việc hàn sẵn vào bản mạch của nguồn bằng cách thiết kế các đầu cắm nối vào nguồn. Việc cắm nối có ưu điểm là loại bỏ các dây không cần dùng đến để tránh quá nhiều dây nối trong thùng máy gây cản trở luồng gió lưu thông trong thùng máy, nhưng theo tác giả (TMA) thì nó cũng có nhược điểm: Tạo thêm một sự tiếp xúc thứ hai trong quá trình truyền dẫn điện, điều này làm tăng điện trở và có thể gây nóng, tiếp xúc kém dẫn đến không thuận lợi cho quá trình truyền dẫn.

## Quy ước màu dây và cấp điện áp trong nguồn máy tính
Quy ước chung về các mức điện áp theo màu dây trong nguồn máy tính như sau:
- Màu đen: Dây chung, Có mức điện áp quy định là 0V; Hay còn gọi là GND, hoặc COM. Tất cả các mức điện áp khác đều so với dây này.
- Màu cam: Dây có mức điện áp: +3,3 V
- Màu đỏ: Dây có mức điện áp +5V.
- Màu vàng: Dây có mức điện áp +12V (thường quy ước đường +12V thứ nhất đối với các nguồn chỉ có một đường +12V)
- Màu xanh dương: Dây có mức điện áp -12V.
- Màu xanh lá: Dây kích hoạt sự hoạt động của nguồn. Nếu nguồn ở trạng thái không hoạt động, hoặc không được nối với máy tính, ta có thể kích hoạt nguồn làm việc bằng cách nối dây kích hoạt (xanh lá) với dây 0V (Hay COM, GND - màu đen). Đây là thủ thuật để kiểm tra sự hoạt động của nguồn trước khi nguồn được lắp vào máy tính.
- Dây màu tím: Điện áp 5Vsb (5V standby): Dây này luôn luôn có điện ngay từ khi đầu vào của nguồn được nối với nguồn điện dân dụng cho dù nguồn có được kích hoạt hay không (Đây cũng là một cách thử nguồn hoạt động: Đo điện áp giữa dây này với dây đen sẽ cho ra điện áp 5V trước khi kích hoạt nguồn hoạt động). Dòng điện này được cung cấp cho việc khởi động máy tính ban đầu, cung cấp cho con chuột, bàn phím hoặc các cổng USB. Việc dùng đường 5Vsb cho bàn phím và con chuột tuỳ theo thiết kế của bo mạch chủ - Có hãng hoặc model dùng điện 5Vsb, có hãng dùng 5V thường. Nếu hãng hoặc model nào thiết kế dùng đường 5Vsb cho bàn phím, chuột và các cổng USB thì có thể thực hiện khởi động máy tính từ bàn phím hoặc con chuột máy tính.
- Một số dây khác: Khi mở rộng các đường cấp điện áp khác nhau, các nguồn có thể sử dụng một số dây dẫn có màu hỗn hợp: Ví dụ các đường +12V2 (đường 12V độc lập thứ 2); +12V3 (đường 12V độc lập thứ 3)có thể sử dụng viền màu khác nhau(tuỳ theo hãng sản xuất) như vàng viền trắng, vàng viền đen.

## Công suất và hiệu suất
Công suất nguồn được tính trên nhiều mặt: Công suất cung cấp, công suất tiêu thụ và công suất tối đa...Hiệu suất của nguồn thường không được ghi trên nhãn hoặc không được cung cấp khi nguồn máy tính được bán cho người tiêu dùng, do đó cần lưu ý đến cả hai thông số này.

### Công suất
Công suất tiêu thụLà công suất mà một nguồn máy tính tiêu thụ với nguồn điện dân dụng. Công suất tiêu thụ được tính bằng W là công suất mà người sử dụng máy tính phải trả tiền cho nhà cung cấp điện (tất nhiên phải tính thêm công suất của màn hình máy tính trong trường hợp máy tính thuộc loại máy tính cá nhân)
Công suất cung cấpcủa nguồn được tính bằng tổng công suất mà nguồn cấp cho board mạch chủ, CPU và các thiết bị hoạt động. Công suất cung cấp thường phụ thuộc vào số lượng và các đặc tính làm việc của thiết bị. Công suất cung cấp thường nhỏ hơn công suất cực đại của nguồn.
Công suất cung cấp của nguồn máy tính ở các thời điểm và chế độ làm việc khác nhau là khác nhau, nó không bình quân và trung bình như nhiều người hiểu. Các thiết bị thường xuyên thay đổi công suất tiêu thụ thường là:
- CPU: Có nhiều chế độ tiêu thụ nhất: Khi làm việc ít, khi giảm tốc độ (thường thấy ở các CPU cho máy tính xách tay, các CPU dòng Core 2 duo của Intel...), khi làm việc tối đa.
- Card đồ hoạ: Khi cần xử lý một khối lượng đồ hoạ lớn (khi chơi games, xử lý ảnh, biên tập video...) cạc tiêu tốn hơn mức bình thường.
- Chipset cầu bắc (NB): linh kiện tiêu thụ năng lượng nhiều nhất trên bo mạch chủ, nếu bo mạch chủ tích hợp sẵn cạc đồ hoạ thì chipset cầu bắc tiêu tốn năng lượng hơn, và dao động mức tiêu thụ tuỳ theo chế độ đồ hoạ.
- Ổ quang: Khi đọc hoặc ghi sẽ tiêu tốn năng lượng hơn mức bình thường.
- Các quạt trong máy tính nếu có cơ chế tự động điều chỉnh tốc độ theo nhiệt độ của hệ thống.

Công suất cực đại tức thờicủa nguồn máy tính là công suất đạt được trong một thời gian ngắn. Công suất này có thể chỉ đạt được trong một khoảng thời gian rất nhỏ - tính bằng mili giây (ms). Rất nhiều hãng sản xuất nguồn máy tính đã dùng công suất cực đại tức thời để dán lên nhãn sản phẩm của mình.
Công suất cực đại liên tụcLà công suất lớn nhất mà nguồn có thể đạt được khi làm việc liên tục trong nhiều giờ, thậm chí nhiều ngày. Công suất này rất quan trọng khi chọn mua nguồn máy tính bởi nó quyết định đến sự làm việc ổn định của máy tính.
Thông thường một hệ thống máy tính không nên thường xuyên sử dụng đến công suất cực đại liên tục bởi khi này một trong các linh kiện điện tử trong nguồn máy tính làm việc đạt đến (hoặc xấp xỉ) ngưỡng cực đại của nó.

### Hiệu suất
Hiệu suất của nguồn máy tính được xác định bằng hiệu số giữa công suất cung cấp và công suất tiêu thụ của nguồn.
Mọi thiết bị chuyển đổi năng lượng từ các dạng khác nhau đều không thể đạt hiệu suất 100%, phần năng lượng bị mất đi đó bị biến thành các dạng năng lượng khác không mong muốn (cơ năng, nhiệt năng, từ trường, điện trường...) do đó hiệu suất của một thiết bị rất quan trọng.
Trong nguồn máy tính, năng lượng tiêu hao không mong muốn chủ yếu là nhiệt năng và từ trường, điện trường.
Các bộ nguồn máy tính tốt thường có hiệu suất đạt trên 80%. Thông thường các nguồn được kiểm nghiệm đạt hiệu suất trên 80% được dán nhãn "sản phẩm xanh - bảo vệ môi trường" hoặc phù hợp chuẩn 80+.

## Điều khiển nguồn máy tính
Đa số các nguồn máy tính chất lượng từ loại thấp cho đến cao cấp hiện nay đều là các nguồn dạng tự động làm việc mà không cần can thiệp bởi phần mềm hay con người (ngoại trừ công tắc bật tắt, công tắc gạt đặt mức điện áp, cơ chế mở của bo mạch chủ). Tuy nhiên có một số loại nguồn đặc biệt có thể cho phép người sử dụng can thiệp vào quá trình làm việc, thiết lập các thông số điện áp đầu ra...thông qua phần mềm điều khiển. Các nguồn này cho phép tinh chỉnh chế độ làm việc, theo dõi công suất. Hãng Gigabyte(Đài Loan) mới đây (thời điểm 2007) tung ra một số model cho phép thực hiện điều này.

## Giải nhiệt trong nguồn máy tính
Nguồn máy tính là một bộ phận biến đổi điện áp, sử dụng các linh kiện điện tử nên thường sinh ra nhiệt. Vấn đề giải nhiệt (hoặc gọi một cách khác là tản nhiệt) trong nguồn máy tính rất được các hãng sản xuất coi trọng.
Các linh kiện điện tử cần tản nhiệt cưỡng bức (gắn tấm tản nhiệt):
- Transistor: Hai (hoặc nhiều hơn) transistor công suất đầu tiên.
- Các diode nắn thành dòng một chiều.
- Cầu chỉnh lưu đầu vào (thường không gắn tản nhiệt đối với các nguồn công suất thấp) hoặc 04 diode chỉnh lưu cầu.

Các linh kiện khác không cần giải nhiệt hoặc giải nhiệt tự nhiên bằng luồng gió cưỡng bức qua nguồn: IC (ít toả nhiệt), tụ điện, điện trở (thường), biến áp (có sinh nhiệt nhưng ít hơn nên có thể giải nhiệt tự nhiên) và các linh kiện khác.
Các linh kiện điện tử được giải nhiệt bằng các tấm tản nhiệt kim loại áp sát trực tiếp vào linh kiện. Các tấm tản nhiệt kim loại thường sử dụng dùng hợp kim nhôm. Các tấm tản nhiệt thường có hình dạng phức tạp để có diện tích tiếp xúc với không khí lớn nhất, có định hướng đón gió từ các quạt làm mát nguồn.
Để lưu thông không khí, tạo điều kiện trao đổi nhiệt giữa các tấm tản nhiệt và không khí, nguồn được bố trí ít nhất một quạt để làm mát cưỡng bức. Phân loại cách cách giải nhiệt cho nguồn dùng không khí lưu thông như sau:
- Hút gió ra khỏi nguồn: Thông dụng nhất là các quạt có kích thước 80 mm gắn phía sau nguồn để hút khí từ thùng máy - qua nguồn để thổi ra ngoài. Đa số các nguồn chất lượng thấp hoặc trung bình sử dụng cách này (tuy nhiên cũng có loại nguồn công suất lớn vẫn sử dụng cách này - nhưng rất hãn hữu).
- Thổi gió vào nguồn: Dùng một quạt đường kính 120 mm (hoặc lớn hơn, tuỳ model và hãng sản xuất) thổi gió vào nguồn. Mặt sau nguồn bố trí các ô thoáng để gió thổi qua nguồn ra ngoài thùng máy. Một số nguồn dùng hai quạt nhỏ hơn thay thế cho một quạt lớn. Cách này sẽ tạo luồng gió tập trung hơn tại các điểm cần tản nhiệt. Ưu điểm đối với việc sử dụng một quạt 120 mm là:
  - Tốc độ quạt đường kính lớn thấp hơn quạt đường kính nhỏ nếu cùng một lưu lượng: Do đó nguồn ít ồn hơn.
  - Quạt thường gần CPU nên hút gió nóng sau khi làm mát CPU thổi ra ngoài, tạo sự lưu thông hợp lý với các bo mạch chủ theo chuẩn ATX (chiếm đa số hiện nay).
- Kết hợp cả hai cách trên: Sử dụng với các nguồn công suất lớn (thường gặp ở một số nguồn công suất thực > 600W - 700 W)

Đa số các nguồn chất lượng tốt đều có cơ chế điều chỉnh tốc độ quạt, khi nguồn làm việc với công suất thấp, các quạt quay chậm để đảm bảo không ồn. Khi công suất đạt đến mức cao hoặc cực đại thì các quạt quay ở tốc độ cao.
Đa số các quạt cho nguồn là loại quạt dùng bạc, ở một số nguồn chất lượng tốt dùng quạt dùng vòng bi. Quạt dùng vòng bi thường bền hơn (đạt khoảng 400.000 giờ làm việc), quay nhanh hơn, ít ồn hơn so với quạt dùng bạc (quạt dùng bạc có tuổi thọ cao nhất khoảng 100.000 giờ làm việc).

## Lọc nhiễu trong nguồn máy tính
Trong một bộ nguồn máy tính thường có các vị trí lọc nhiễu như sau:
- Lọc nhiễu đầu vào: Lọc bỏ các loại nhiễu trước khi biến đổi thành điện áp một chiều (trước cầu chỉnh lưu). Lọc nhiễu đầu vào thường dùng mạch tụ điện và cuộn cảm để loại bỏ toàn bộ nhiễu cao tần của lưới điện.
- Lọc nhiễu trung gian: Các khâu lọc nhiễu mạch giữa của nguồn - biến đổi từ phần điện một chiều sang xoay chiều tần số cao.
- Lọc nhiễu đầu ra: Lọc nhiễu sau biến áp cao tần: Thường sử dụng các cuộn cảm kết hợp với tụ (hoá) cho các đầu ra.

## Bộ nguồn máy tính tốt
Nếu như đáp ứng được các yếu tố sau:
- Sự ổn định của điện áp đầu ra: không sai lệch quá ±5% so với điện áp danh định khi mà nguồn hoạt động đến công suất thiết kế.
- Điện áp đầu ra là bằng phẳng, không nhiễu.
- Hiệu suất làm việc cao, đạt trên 80% (Công suất đầu ra/đầu vào đạt >80%)
- Nguồn không gây ra từ trường, điện trường, nhiễu sang các bộ phận khác xung quanh nó và phải chịu đựng được từ trường, điện trường, nhiễu từ các vật khác xung quanh tác động đến nó.
- Khi hoạt động toả ít nhiệt, gây rung, ồn nhỏ.
- Các dây nối đầu ra đa dạng, nhiều chuẩn chân cắm, được bọc dây gọn gàng và chống nhiễu.
- Đảm bảo hoạt động ổn định với công suất thiết kế trong một thời gian hoạt động dài
- Dải điện áp đầu vào càng rộng càng tốt, đa số các nguồn chất lượng cao có dải điện áp đầu vào từ 90 đến 250VAC, tần số 50/60 Hz.